# كارلوس رويز
كارلوس هومبيرتو رويز غوتيريز (بالإسبانية: Carlos Ruiz Gutiérrez)‏ (مواليد 15 سبتمبر 1979 في غواتيمالا) لاعب كرة قدم غواتيمالي دولي يجيد اللعب في خط الهجوم . يلعب حاليا لصالح نادي أريس ثيسالونيكي اليوناني منذ 2010 .

## روابط خارجية
- كارلوس رويز على موقع الاتحاد الدولي (مؤرشف)  (الإنجليزية)
- كارلوس رويز على موقع الاتحاد الأوربي (الإنجليزية)
- كارلوس رويز على موقع الدوري الأمريكي (الإنجليزية)
- كارلوس رويز على موقع قاعدة بيانات كرة القدم.إي يو (الإنجليزية)
- كارلوس رويز على موقع ناشيونال فوتبول تيمز (الإنجليزية)
- كارلوس رويز على موقع Soccerway.com (الإنجليزية)
- كارلوس رويز على موقع عالم كرة القدم.نت (الإنجليزية)